# (246) Аспорина
(246) Аспорина (лат. Asporina) — астероид главного пояса, принадлежащий к редкому спектральному классу A. Был открыт 6 марта 1885 года французским астрономом Альфонсом Борелли в Марсельской обсерватории и назван в честь Аспорины, одной из богинь, которым поклонялись в Малой Азии.

Орбита астероида Аспорина и его положение в Солнечной системе
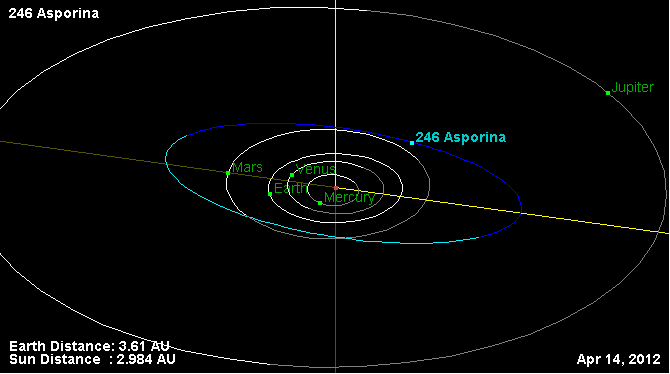
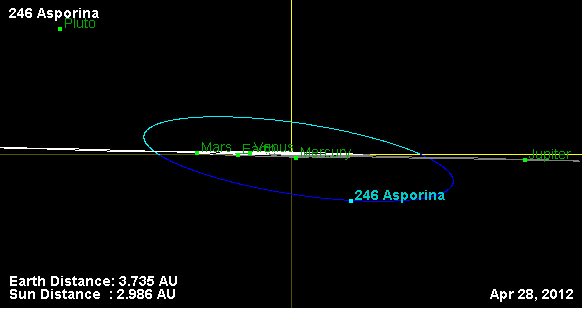